# Гольданига, Эдоардо
Эдоардо Гольданига (итал. Edoardo Goldaniga; род. 2 ноября 1993, Милан) — итальянский футболист, защитник клуба «Комо».

## Карьера

### «Пиццигеттоне»
Воспитанник футбольной академии итальянского клуба «Пиццигеттоне». В 2010 году футболист стал выступать за основную команду клуба в итальянской Серии D. На протяжении 2 сезонов футболист был одним из основных игроков клуба, за который смог отличиться забитым голом в своём дебютном сезоне.

### «Палермо»
В июле 2012 года футболист перешёл в «Палермо». Сумма трансфера составила порядка 120 тысяч евро. Сам же футболист сражу отправился выступать за юношескую команду клуба до 19 лет. В декабре 2012 года футболист также по ходу сезона стал подтягиваться к играм с основной командой итальянского клуба, однако на поле так и не вышел.

#### Аренда в «Пизу»
В июле 2013 года футболист на права арендного соглашения присоединился к клубу «Пиза». Дебютировал за клуб 1 сентября 2013 года в матче против клуба «Барлетта», выйдя на поле в стартовом составе. Дебютный гол за клуб забил 5 января 2014 года в ответом матче против клуба «Барлетта». В середине сезона туринский «Ювентус» выкупил половину прав на игрока, который продолжил выступать за «Пизу». По итогу сезона футболист вместе с клубом закончили чемпионат на итоговом шестом месте и отправился в матчи плей-офф на повышение в классе. В четвертьфинальном матче 11 мая 2014 года против клуба «Л’Акуила» забил победный гол и вывел свой клуб в полуфинал. По итогу полуфинальных матчей футболист вместе с клубом уступил клубу «Фрозиноне». По окончании срока арендного соглашение покинул клуб.

#### Аренда в «Перуджу»
В июле 2014 года футболист на правах арендного соглашения присоединился к клубу «Перуджа». Дебютировал за клуб в 17 августа 2014 года в матче Кубка Италии против клуба «ФеральпиСало». Первый матч в чемпионате за клуб сыграл 29 августа 2014 года против «Болоньи», выйдя на поле в стартовом составе. Дебютный гол за клуб забил 12 декабря 2014 года в матче против куба «Трапани». Вместе с клубом закончил сезон на итоговом шестом месте, отправившись в матчи плей-офф наа повышение в классе. В матче квалификационного раунда 26 мая 2015 года против клуба «Пескара» отличился забитым голом, однако соперники оказались сильнее. По окончании срока арендного соглашения футболист покинул клуб, за время выступления в котором успел отличиться 3 забитыми голами.

#### Возвращение в «Палермо»
В июне 2015 года «Палермо» выкупило назад права на игрока. Футболист сразу стал готовиться к сезону с основной командой клуба. Дебютировал за клуб, а также в итальянской Серии A, в матче 30 августа 2015 года против клуба «Удинезе», выйдя на замену на 65 минуте. Футболист вскоре смог быстро закрепиться в основной команде клуба. Дебютный гол за клуб забил 22 ноября 2015 года в матче против «Лацио». В феврале 2016 года футболист получил травму, восстановившись лишь под конец сезона, однако на поле вышел только раз.
Новый сезон за клуб футболист начал 12 августа 2016 года с матча Кубка Италии против клуба «Бари». Первый матч в чемпионате сыграл 28 августа 2016 года против миланского «Интера». Первым результативным действием за клуб в сезон отличился 23 октября 2016 года в матче против «Ромы», отдав голевую передачу. Своим первым в сезоне забитым голом отличился 18 декабря 2016 года в матче против клуба «Дженоа». На протяжении сезона был одним из основных игроков клуба, отличившись за сезон 2 забитым голами и результативной передачей, однако заняли предпоследнее место в турнирной таблице и вылетели в Серию B.

### «Сассуоло»
В июле 2017 года футболист перешёл в «Сассуоло». Сумма трансфера составила порядка 4 миллионов евро. Осеннюю часть сезона футболист пропустил из-за перенесённой операции. Дебютировал за клуб 29 ноября 2017 года в матче Кубка Италии против клуба «Бари». Первый матч в чемпионате сыграл 3 декабря 2017 года против «Фиорентины», выйдя на поле в стартовом составе. В следующем матче 10 декабря 2017 года против клуба «Кротоне» отличился дебютным забитым голом. Футболист смог быстро закрепиться в основной команде клуба, однако под конец сезона получил травму и выбыл из распоряжения команды.

#### Аренда в «Фрозиноне»
В июле 2018 года футболист на правах арендного соглашения перешёл в «Фрозиноне» до конца сезона. Дебютировал за клуб 12 августа 2018 года в матче Кубка Италии против клуба «Зюйдтироль». Первый матч в чемпионате сыграл 20 августа 2018 года против «Аталанты», выйдя на поле в стартовом составе. Дебютный гол за клуб забил 5 октября 2018 года в матче против «Торино». На протяжении всего сезона был одним из ключевых игроков клуба, за который отличился забитым голом и результативной передачей. Закончил чемпионат на предпоследнем итоговом месте и вылетел в Серию B. По окончании срока арендного соглашения покинул клуб.

#### Аренда в «Дженоа»
К новый сезон начинал в составе «Сассуоло», однако на поле так и не вышел. В сентябре 2019 года футболист на правах арендного соглашения присоединился к клубу «Дженоа». Дебютировал за клуб 20 октября 2019 года в матче против «Пармы», выйдя на поле в стартовом составе. На протяжении сезона был преимущественное игроком скамейки запасных. В июле 2020 года, после возобновления чемпионата, смог закрепиться в основной команде клуба. Дебютный гол за клуб забил 8 июля 2020 года в матче против «Наполи». По итогу сезона отличился за клуб своим единственным забитым голом.
В сентябре 2020 года «Дженоа» продлил арендное соглашение футболиста на ещё сезон. Первый матч в новом сезоне сыграл 20 сентября 2020 года против клуба «Кротоне», выйдя на поле в стартовом составе и отличившись результативной передачей. На протяжении всего сезона футболист был одним из основных игроков клуба, закрепившись в середине турнирной таблицы чемпионата. За сезон футболист успел отличиться 2 результативными передачами во всех турнирах. По окончании срока арендного соглашения покинул клуб.

#### Возвращение в «Сассуоло»
Летом 2021 года футболист вернулся в распоряжение «Сассуоло», вместе с которым стал готовиться к новому сезону. Первый матч сыграл 17 октября 2021 года против «Дженоа», выйдя на поле на 92 минуте. На протяжении всей первой половины сезона футболист был игроком скамейки запасных, лишь дважды появившись на поле, результативными действиями не отличившись.

### «Кальяри»
В январе 2022 года футболист перешёл в «Кальяри», с которым подписал контракт до 2024 года. Дебютировал за клуб 16 января 2022 года в матче против «Ромы», выйдя на поле в стартовом составе. Футболист сразу же закрепился в основной команде клуба, став одним из ключевых игроков клуба, однако под конец сезона потерял место в стартовом составе из-за травм, оставаясь на скамейке запасных. Закончил сезон на восемнадцатом итоговом месте, вылетев в Серию B.
Новый сезон за клуб начал 5 августа 2022 года с матча Кубка Италии против клуба «Перуджа», выйдя на поле в стартовом составе. Первый матч в чемпионате сыграл 13 августа 2022 года против клуба «Комо». Футболист был одним из ключевых игроков клуба на протяжении сезона, часть которого футболист пропустил из-за травм. Вместе с клубом закончил чемпионат на пятом итоговом месте и отправился в стыковые матчи на повышение в классе. Пройдя такие клубы как «Венеция» и «Парма», вышел в финал, где по сумме матчей победил клуб «Бари» и вышел в Серию A.
Первый матч в новом сезоне сыграл 12 августа 2023 года в рамках Кубка Италии против «Палермо», выйдя на замену на последних минутах дополнительных таймов. Свой первый матч в рамках чемпионата сыграл 21 августа 2023 года против «Торино», выйдя на поле в стартовом составе. На протяжении первой половины сезона футболист был в клубе одним из ключевых игроков, однако результативными действиями не отличился.

### «Комо»
В январе 2024 года футболист перешёл в клуб «Комо» из итальянской Серии B, подписав контракт до конца июня 2026 года. Дебютировал за клуб футболист 3 февраля 2024 года в матче против клуба «Тернана», выйдя на поле в стартовом составе.

## Международная карьера
Выступал за итальянские молодёжные сборные до 20 лет и до 21 года.